# 贝斯沃特市
貝斯華特市（英語：City of Bayswater）是澳大利亞西澳府城-伯斯大都會內東北部的一個地方政府，位於市中心之東北9公里處，轄境有32.8平方公里；2008年，居民有60,089人。

## 議會
貝斯華特市議會有議席11座，分由4個選區，各選出2至3位議員，市長非直選。

## 外部連結
- 貝斯華特市政府官方網站（页面存档备份，存于）
- 貝斯華特市資產管理資訊（页面存档备份，存于）